# Kocierzanka
Kocierzanka – potok, dopływ Łękawki. Najwyżej położone źródła ma na wysokości około 870 m na zachodnich stokach Łamanej Skały w Beskidzie Małym. Spływa głęboką doliną w zachodnim kierunku, w dolnym biegu zmieniając kierunek na niemal południowy. Przepływa przez miejscowości: Kocierz Rychwałdzki, Kocierz Moszczanicki i Łękawicę. W tej ostatniej uchodzi do Łękawki jako jej prawy dopływ. Następuje to na wysokości 364 m. Największe jej dopływy to Cisowy Potok i Potok w Słupnem.
Niemal cała zlewnia Kocierzanki znajduje się w Beskidzie Małym, tylko w dolnym biegu Kocierzanka wypływa na Kotlinę Żywiecką. Orograficznie lewe zbocza doliny Kocierzanki tworzy Pasmo Łysiny, prawe główny grzbiet Beskidu Małego na odcinku od Łamanej Skały po Wielką Cisową Grapę i jej południowo-zachodni grzbiet. Doliną Kocierzanki biegnie droga wojewódzka nr 781, łącząca Andrychów z Żywcem.

## Nazwa
Pierwotna nazwa potoku to Kocierka. Taką nazwę podawał już Andrzej Komoniecki (1658–1728), autor „Chronografii albo Dziejopisu Żywieckiego” i takiej nazwy używała w 1855 r. Maria Steczkowska, taką nazwę podają też niektóre mapy. Nazwa Kocierzanka pojawiła się na mapach PPWK i została zalegalizowana w państwowym rejestrze nazw geograficznych.